# Wilmia
Wilmia är ett släkte av svampar. Wilmia ingår i familjen Phaeosphaeriaceae, ordningen Pleosporales, klassen Dothideomycetes, divisionen sporsäcksvampar och riket svampar.
|        | Cicinobolus                           |
|        |                                       |
|        | Stagonospora                          |
|        |                                       |
|        | Hendersonia                           |
|        |                                       |
|        | Eudarluca                             |
|        |                                       |
|        | Sclerostagonospora                    |
|        |                                       |
|        | Ampelomyces                           |
|        |                                       |
| Wilmia | \| \| Wilmia brasiliensis \| \| \| \| |
|        | \| \| Wilmia brasiliensis \| \| \| \| |
|        | Phaeosphaeria                         |
|        |                                       |
|        | Carinispora                           |
|        |                                       |
|        | Phaeoseptoria                         |
|        |                                       |
|        | Parabotryon                           |
|        |                                       |
|        | Ophiosphaerella                       |
|        |                                       |
|        | Sphaerellopsis                        |
|        |                                       |
|        | Tiarospora                            |
|        |                                       |
|        | Scolecosporiella                      |
|        |                                       |
|        | Monascostroma                         |
|        |                                       |
|        | Lautitia                              |
|        |                                       |
|        | Mixtura                               |
|        |                                       |
|        | Hadrospora                            |
|        |                                       |
|        | Nodulosphaeria                        |
|        |                                       |
|        | Barria                                |
|        |                                       |
|        | Phaeosphaeriopsis                     |
|        |                                       |
|        | Isthmosporella                        |
|        |                                       |
|        | Katumotoa                             |
|        |                                       |
|        | Wilmia brasiliensis                   |
|        |                                       |

|  | Wilmia brasiliensis |
|  |                     |